# 赫力昂

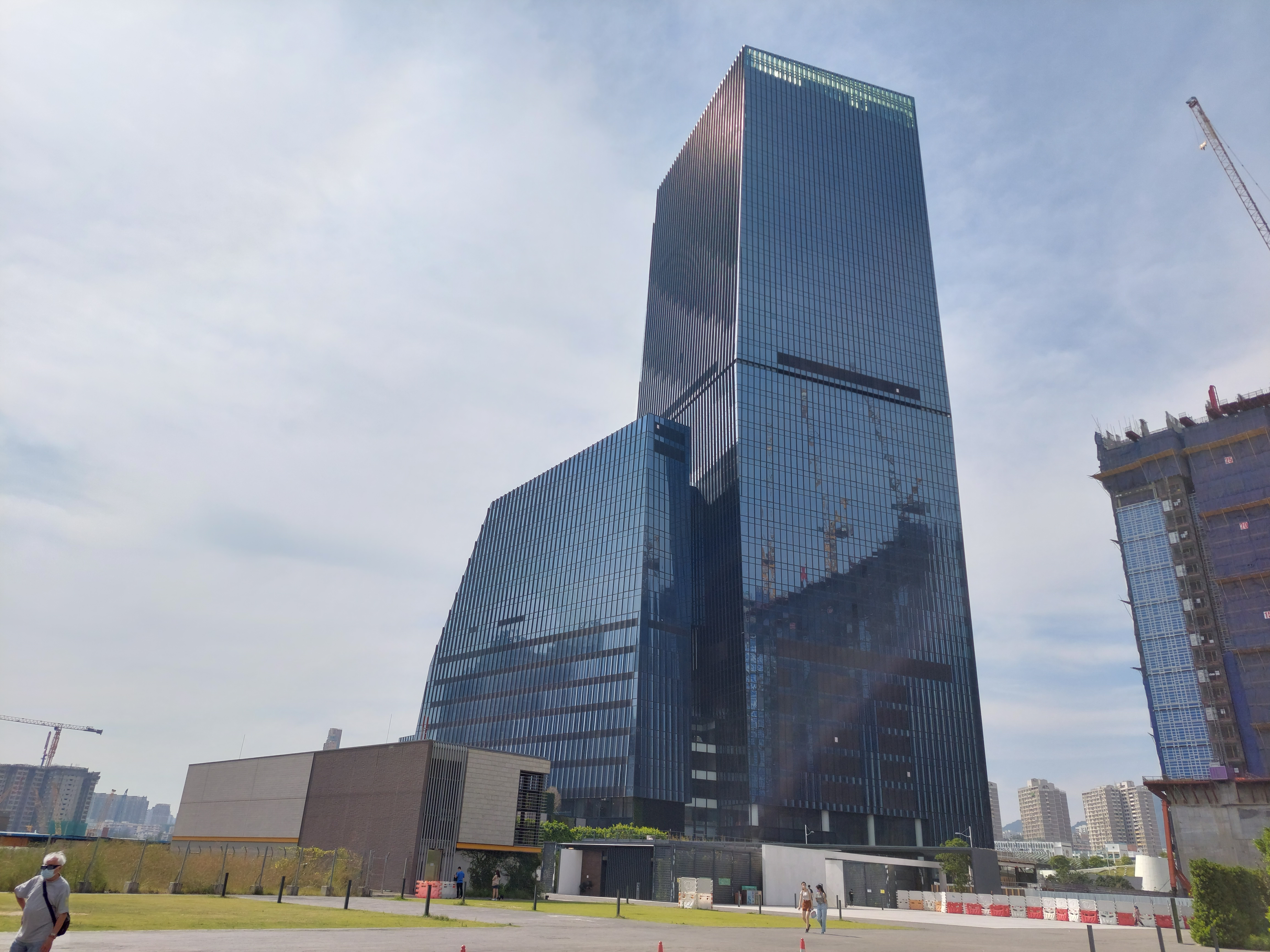
赫力昂香港辦事處位於香港九龍啟德AIRSIDE

赫力昂（Haleon）是一家總部位於英国韦布里奇的保健產品和非处方药公司。旗下品牌有舒酸定牙膏、必理痛、善存、钙尔奇、芬必得和扶他林。赫力昂成立于2022年7月18日，前身是葛蘭素史克的全球消费健康业务。該公司在伦敦证交所（富时100指数成分股）、纽约证券交易所挂牌。

## 历史
2018年，葛兰素史克宣布計劃將自身的全球消费健康业务分拆成獨立的公司，名字叫作赫力昂。 
2019年，葛兰素史克和輝瑞將各自的消费健康业务合并入計劃新成立的合資公司赫力昂。葛兰素史克將拥有赫力昂三分之二以上的股份，剩余股份由辉瑞持有。
2022年，联合利华打算斥资500亿英镑收购葛兰素史克消费者保健业务，但遭到葛兰素史克的拒绝。雀巢与利洁时也考慮聯合競購葛兰素史克全球消费健康业务，但最終放棄。 
2024年5月17日，葛兰素史克以逾15.2億美元悉售其在赫力昂的剩余所有股份
2025年3月19日，辉瑞以逾32億美元悉售赫力昂持股給機構投資者